# Aranja
L'aranja és el fruit de l'aranger (Citrus x paradisi), arbre conreat per la seva fruita. És un híbrid, probablement produït de forma espontània entre l'aranja grossa (Citrus maxima, pampelmusa, o pomelo) i la taronja dolça (Citrus x sinensis) en les plantacions del mar Carib al voltant del segle xvii.
En el breu període des del seu descobriment s'ha expandit molt el seu consum; la seva fruita es consumeix fresca, cuita o en sucs i altres preparacions, i és un cultiu important a diversos estats dels Estats Units, a Amèrica del sud i a Israel.

## Característiques

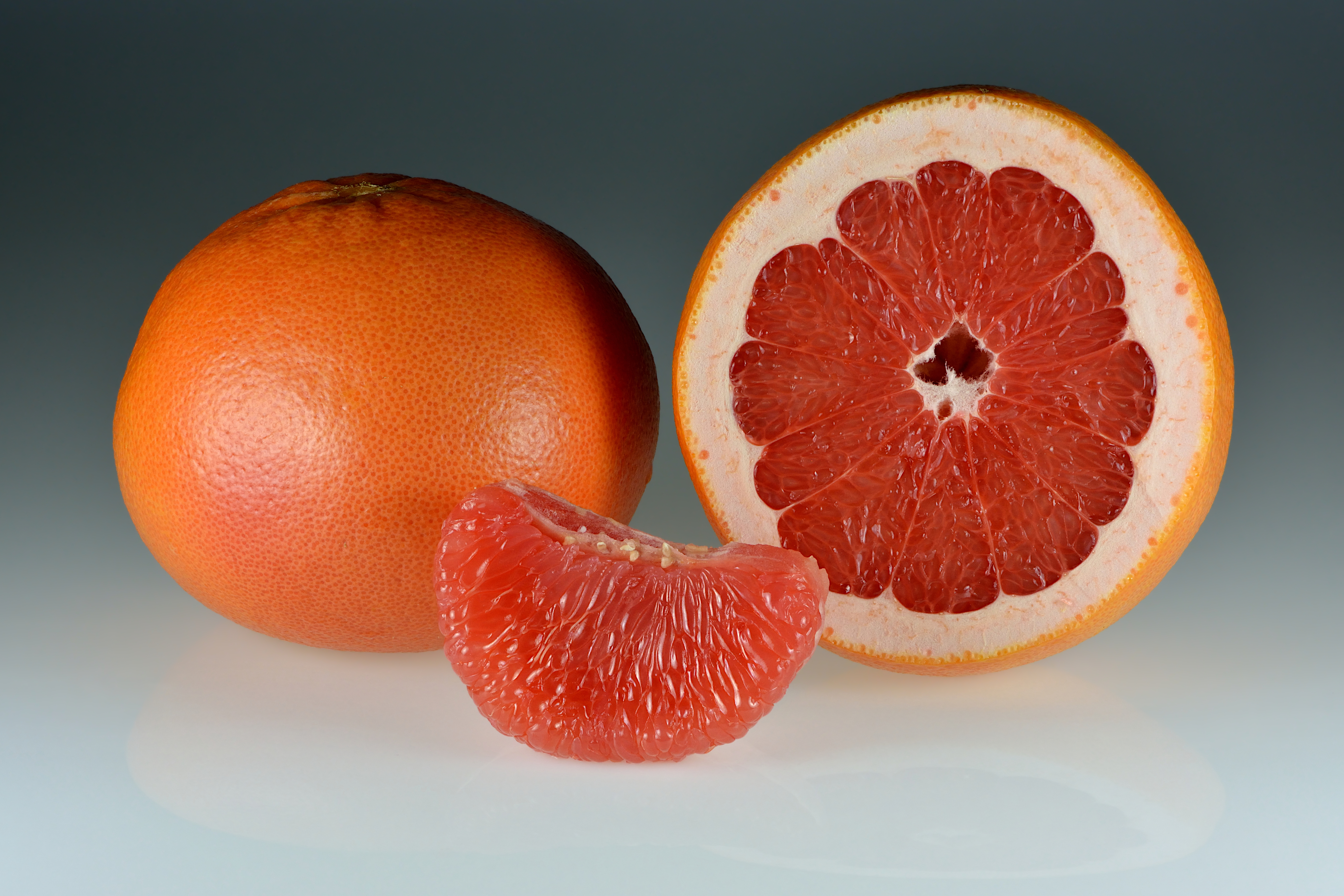
Aranja

El fruit és un hesperidi que fa fins a 15 cm de diàmetre. Està recobert d'una closca gruixuda, carnosa, desenganxada de l'endocarpi, de color groc o rosat, amb glandules olioses petites i molt aromàtiques. Té d'11 a 14 carpels, molt sucosos, dolços o àcids segons la varietat, separats per parets membranoses amb un característic sabor amarg que contenen polpa d'un color que va del groc clar al vermell molt intens. Les llavors són escasses, de fins a 1,25 cm de llarg, normalment poliembriòniques, llises, líptiques o apicades, blanques per dins.

## Cultiu
L'aranja prefereix un clima subtropical; encara que creix en temperatures més baixes, el cicle maduratiu de la fruita es perllonga fins al doble (13 mesos enfront dels 7 que requereix en les regions pròximes al tròpic) i adquireix una pell més gruixuda i més àcida.
Les alternatives més freqüents són el citrange (Citrus sinensis x Poncirus trifoliata) 'Troyer' i un híbrid de la mateixa aranja i la taronja espinosa, anomenat citrumelo (Citrus paradisi x Poncirus trifoliata), desenvolupat pel departament d'Agricultura dels Estats Units per la seva resistència a la tristesa i la fitoporosis, encara que no és apte per a sòls alcalins.
El cultiu es realitza al començament de la tardor fins a gairebé el començament de l'hivern; la collita tardana incrementa la dolçor de la fruita, encara que perllonga el cicle de fructificació per a l'any següent. La recol·lecció es realitza mecànica o manualment, preferint-se aquest últim sistema per a evitar danys en la delicada pell. S'empra una versió modificada de la vara utilitzada per a l'olivera.

## Ús
El fruit de l'aranja es consumeix sobretot fresc. Va cobrar popularitat a partir del segle xix, quan els productors d'Amèrica Central i Florida van començar a exportar la seva producció als Estats Units. S'aprecia pel seu baix valor calòric i gran contingut de vitamina C; sol consumir-se en el desdejuni, sol o lleugerament edulcorat amb mel, sucre. De vegades es prepara fornejat lleugerament com aperitiu, o es combina amb altres fruites i vegetals en l'amanida.
En els països anglosaxons la preparació en almívar no és infreqüent, així com l'elaboració de melmelades. El suc s'utilitza fresc o deshidratat com beguda refrescant; el vinagre obtingut del mateix és excel·lent, encara que car. La pell de l'aranja és rica en pectina, pel que s'empra en l'elaboració de conserves d'altres fruites.
L'oli essencial obtingut de la pell és ric en llimoneno (fins a un 90%); obtingut per premsa o destil·lació, i una vegada reduït el seu alt contingut en monoterpens, s'utilitza com saborizant per a begudes gasoses. El seu ingredient principal és la nookatona, i conté a més composts d'oxigen i sesquiterpens. De la part blanca interior pot extreure's naringina, un tònic amarg utilitzat en alimentació.